# Kiskunhalas
Kiskunhalas (pronunciado [ˈkiʃkunhɒlɒʃ]) es una ciudad del sur de Hungría, una de las ciudades más grandes del condado de Bács-Kiskun, situada a unos 130 km al sur de la capital del país, Budapest. En alemán recibe el nombre de Hallasch y en croata, el de Olaš.

## Ciudades hermanadas
La ciudad de Kiskunhalas está hermanada con las siguientes localidades:
- Kronach, Alemania
- Nowy Sącz, Polonia
- Kanjiža, Serbia
- Sfântu Gheorghe, Rumanía
- Hódmezővásárhely, Hungría